# Noni Madueke
Chukwunonso Azuka Tristan Madueke, meglio conosciuto come Noni Madueke (Londra, 10 marzo 2002), è un calciatore inglese di origini nigeriane, centrocampista o attaccante dell'Arsenal e della nazionale inglese.

## Caratteristiche tecniche
È un'ala destra che gioca a piede invertito; ama tagliare dentro l'area di rigore per creare occasioni da gol.

## Carriera

### Club
Madueke, dopo gli inizi con le giovanili del Crystal Palace, nel 2014 passa al Tottenham dove rimane fino al 2018 quando è stato acquistato dal PSV. Dopo una stagione passata in primavera, nel 2019 ha iniziato ad essere aggregato in prima squadra, con cui ha esordito il 19 gennaio 2020 disputando l'incontro di Eredivisie pareggiato 1-1 contro il VVV-Venlo. Il 19 settembre seguente segna il suo primo gol nella vittoria interna per 2-1 contro l’Emmen mentre il 1º novembre mette a segno la sua prima doppietta contro l’ADO Den Haag (4-0). Nella prima parte di stagione, entrando dalla panchina 14 volte su 23, riesce a segnare 8 gol e a fornire 8 assist risultando così il calciatore più giovane del campionato a essere coinvolto in tante azioni da gol. Il 26 novembre segna il suo primo gol nelle coppe europee in PSV-PAOK 3-2 di Europa League. In tutto in questa stagione mette insieme 32 presenze, 9 gol e 8 assist. 
Inizia la stagione 2021-2022 segnando diversi gol decisivi nei preliminari di Champions e una doppietta nella vittoria della Supercoppa contro l'Ajax. In tutto sono 9 i gol messi a segno in 35 presenze stagionali. Nella prima parte della stagione seguente segna una sola volta per un totale di 80 presenze e 23 gol messi insieme con la maglia del PSV in 3 anni e mezzo.
Il 20 gennaio 2023 viene ceduto per circa 35 milioni di euro al Chelsea con cui firma un contratto di 7 anni e mezzo con opzione per un'ulteriore stagione. La sua prima rete con questa maglia arriva il 2 maggio 2023, nella sconfitta esterna contro l'Arsenal (3-1).

### Nazionale
Il 29 agosto 2024 viene convocato per la prima volta in nazionale maggiore, con cui ha esordito il 10 settembre seguente nel successo per 2-0 in Nations League contro la Finlandia.

## Statistiche

### Presenze e reti nei club
Statistiche aggiornate al 18 luglio 2025.
| Stagione        | Squadra         | Campionato      | Campionato | Campionato | Coppe nazionali | Coppe nazionali | Coppe nazionali | Coppe continentali | Coppe continentali | Coppe continentali | Altre coppe | Altre coppe | Altre coppe | Totale | Totale |
| Stagione        | Squadra         | Comp            | Pres       | Reti       | Comp            | Pres            | Reti            | Comp               | Pres               | Reti               | Comp        | Pres        | Reti        | Pres   | Reti   |
| --------------- | --------------- | --------------- | ---------- | ---------- | --------------- | --------------- | --------------- | ------------------ | ------------------ | ------------------ | ----------- | ----------- | ----------- | ------ | ------ |
| gen.-giu. 2020  | PSV             | ED              | 4          | 0          | CO              | 0               | 0               | UEL                | 0                  | 0                  | -           | -           | -           | 4      | 0      |
| 2020-2021       | PSV             | ED              | 14         | 0          | CO              | 1               | 1               | UEL                | 7                  | 1                  | -           | -           | -           | 12     | 2      |
| 2021-2022       | PSV             | ED              | 28         | 9          | CO              | 2               | 1               | UCL+UEL+UECL       | 6+3+5              | 2+0+1              | SO          | 1           | 2           | 45     | 18     |
| 2022-gen. 2023  | PSV             | ED              | 15         | 2          | CO              | 1               | 1               | UCL+UEL            | 0+3                | 0                  | SO          | 0           | 0           | 19     | 3      |
| Totale PSV      | Totale PSV      | Totale PSV      | 51         | 11         |                 | 4               | 3               |                    | 24                 | 4                  |             | 1           | 2           | 80     | 20     |
| gen.-giu. 2023  | Chelsea         | PL              | 12         | 1          | FACup+CdL       | -               | -               | UCL                | 0                  | 0                  | -           | -           | -           | 12     | 1      |
| 2023-2024       | Chelsea         | PL              | 23         | 5          | FACup+CdL       | 6+5             | 1+2             | -                  | -                  | -                  | -           | -           | -           | 34     | 8      |
| 2024-2025       | Chelsea         | PL              | 32         | 7          | FACup+CdL       | 1+1             | 0               | UECL               | 7                  | 4                  | CmC         | 5           | 0           | 46     | 11     |
| Totale Chelsea  | Totale Chelsea  | Totale Chelsea  | 67         | 13         |                 | 13              | 3               |                    | 7                  | 4                  |             | 5           | 0           | 92     | 20     |
| 2025-2026       | Arsenal         | PL              | 0          | 0          | FACup+CdL       | 0+0             | 0+0             | UCL                | 0                  | 0                  | -           | -           | -           | 0      | 0      |
| Totale carriera | Totale carriera | Totale carriera | 118        | 24         |                 | 17              | 6               |                    | 31                 | 8                  |             | 6           | 2           | 172    | 40     |

### Presenze e reti in nazionale
| Cronologia completa delle presenze e delle reti in nazionale ― Inghilterra | Cronologia completa delle presenze e delle reti in nazionale ― Inghilterra | Cronologia completa delle presenze e delle reti in nazionale ― Inghilterra | Cronologia completa delle presenze e delle reti in nazionale ― Inghilterra | Cronologia completa delle presenze e delle reti in nazionale ― Inghilterra | Cronologia completa delle presenze e delle reti in nazionale ― Inghilterra | Cronologia completa delle presenze e delle reti in nazionale ― Inghilterra | Cronologia completa delle presenze e delle reti in nazionale ― Inghilterra |
| Data                                                                       | Città                                                                      | In casa                                                                    | Risultato                                                                  | Ospiti                                                                     | Competizione                                                               | Reti                                                                       | Note                                                                       |
| -------------------------------------------------------------------------- | -------------------------------------------------------------------------- | -------------------------------------------------------------------------- | -------------------------------------------------------------------------- | -------------------------------------------------------------------------- | -------------------------------------------------------------------------- | -------------------------------------------------------------------------- | -------------------------------------------------------------------------- |
| 10-9-2024                                                                  | Londra                                                                     | Inghilterra                                                                | 2 – 0                                                                      | Finlandia                                                                  | UEFA Nations League 2024-2025 - 1º turno                                   | -                                                                          | 66’                                                                        |
| 10-10-2024                                                                 | Londra                                                                     | Inghilterra                                                                | 1 – 2                                                                      | Grecia                                                                     | UEFA Nations League 2024-2025 - 1º turno                                   | -                                                                          | 52’                                                                        |
| 13-10-2024                                                                 | Helsinki                                                                   | Finlandia                                                                  | 1 – 3                                                                      | Inghilterra                                                                | UEFA Nations League 2024-2025 - 1º turno                                   | -                                                                          | 69’                                                                        |
| 14-11-2024                                                                 | Atene                                                                      | Grecia                                                                     | 0 – 3                                                                      | Inghilterra                                                                | UEFA Nations League 2024-2025 - 1º turno                                   | -                                                                          | 66’                                                                        |
| 17-11-2024                                                                 | Londra                                                                     | Inghilterra                                                                | 5 – 0                                                                      | Irlanda                                                                    | UEFA Nations League 2024-2025 - 1º turno                                   | -                                                                          | 41’ 75’                                                                    |
| 7-6-2025                                                                   | Cornellà de Llobregat                                                      | Andorra                                                                    | 0 – 1                                                                      | Inghilterra                                                                | Qual. Mondiali 2026                                                        | -                                                                          |                                                                            |
| 10-6-2025                                                                  | West Bridgford                                                             | Inghilterra                                                                | 1 – 3                                                                      | Senegal                                                                    | Amichevole                                                                 | -                                                                          | 71’                                                                        |
| Totale                                                                     |                                                                            | Presenze                                                                   | 7                                                                          |                                                                            | Reti                                                                       | 0                                                                          |                                                                            |

## Palmarès

### Competizioni nazionali
- Coppa olandese: 1

PSV: 2021-2022
- Supercoppa olandese: 2

PSV: 2021, 2022

### Competizioni internazionali
- Conference League: 1

Chelsea: 2024-2025
- Mondiale per Club: 1

Chelsea: 2025